# 新光灰蝶屬
新光灰蝶屬（學名：Neolucia）是灰蝶科眼灰蝶亞科中的一個屬。分佈在東洋界及澳新界。

## 物種
- 新光灰蝶 （Neolucia agricola） (Westwood, 1851)
- 奧新光灰蝶 （Neolucia hobartensis） (Miskin, 1890)
- 馬新光灰蝶 （Neolucia mathewi） (Miskin, 1890)